# Jeanne Hébuterne en jersei groc
Jeanne Hébuterne en jersei groc (o Le sweater jaune en francès) és un oli sobre tela pintat el 1919 per l'artista italià Amedeo Modigliani.

## Context
Quan Amedeo Modigliani es va traslladar d'Itàlia a París el 1906, els artistes capdavanters de l'avantguàrdia estaven experimentant en la forma i la construcció d'objectes "primitius". Inspirat en les escultures directament esculpides de Paul Gauguin, exposades en una retrospectiva aquell mateix any, Constantin Brancusi, André Derain, Henri Matisse i Pablo Picasso van començar a fer escultures de pedra arcaïtzant i de fusta. Brancusi, amb qui Modigliani va establir una gran amistat, va exercir una forta influència en l'italià, fet que es veu reflectit en els seus intents escultòrics entre els anys 1909 i 1915, en què va fer caps amb forma d'ídols i cariàtides de gormes monumentals i simplificades.
L'interès de Modigliani en l'escultura es va traduir en la pintura a Jeanne Hébuterne en jersei groc, en què va retratar la seva jove companya com una espècie de deeesa de la fertilitat. Amb la seva cara estreta i altament estilitzada i els ulls en blanc, té el rostre serè d'una dea, i l'èmfasi de l'artista en la massiva cintura i amples cuixes emulen el focus de les escultures antigues que fetitxitzen la reproducció.
Modigliani va pintar figures humanes gairebé exclusivament i va crear almenys 26 nus femenins reclinats. Tot i que l'impacte de la pràctica modernista en el seu art va ser gran, estava també molt interessat en la tradició; les postures dels nus i d'obres similars recorden a precursors com Ticià, Goya o Velázquez. Malgrat això, les figures de Modigliani difereixen significativament en el nivell de sensualitat bruta que transmeten. Els seus nus sovint han estat considerats lascius, fins i tot pornogràfics, en part perquè es mostren amb pèl corporal, però potser també és degut a la reputació de l'artista per al llibertinatge. El seu sobrenom, Modi, rima amb la paraula francesa "maudit" (maleït), un nom que molt probablement va adquirir pel seu estil de vida. Modigliani va morir per tuberculosi i complicacions probablement degudes a abús de substàncies i mala vida. El tràgic fet que Jeanne Hébuterne, embarassada del seu segon fill, se suïcidés l'endemà només ha contribuït en la infusió d'especulació romàntica entorn del treball de Modigliani.